# Europeiska arbetarpartiet
Europeiska arbetarpartiet (EAP, även LaRoucherörelsen i Sverige) är ett politiskt parti i Sverige som betecknar sig som en del av den amerikanska LaRouche-rörelsen, grundad av den amerikanske självlärde ekonomen och politikern Lyndon LaRouche. Partiledare är Kjell Lundqvist.
Partinamnet kommer sig av att partiet från början såg arbetarrörelsen som sin huvudmålgrupp. Från att sedan 1970-talet av svenska Säkerhetspolisen ha beskrivits som vänsterextremt med rötter i kommunistisk ideologi och uttryckta sympatier för Sovjetunionen, utvecklades det senare bortom höger-vänster-skalan, och närmade sig fascism och högerextremism, det sistnämnda även enligt Försvarsmakten.
Utmärkande för partiet är personkult av grundaren Lyndon LaRouche, konspirationistisk världsåskådning, sektliknande organisation, utopism, inslag av antisemitism och motstånd mot miljörörelsen. Partiets verksamhet och kampanjer har ofta skett via syster- och underorganisationer.

## Ideologi
Liksom LaRouche-rörelsen i stort har även EAP en starkt tillväxtpositiv ideologi, vilken kombineras med en lika stark tro på storskaliga infrastrukturprojekt (främst magnettåg och fissionskraft), förordandet av bankreformer (främst bankdelning) samt avfärdandet av teorin om global uppvärmning.[källa behövs]
Partiet karaktäriserades från början som vänsterextremistiskt, men under 1980-talet svängde det mot att karaktäriseras som högerextremistiskt. Den Militära underrättelse- och säkerhetstjänsten, MUST, beskrev partiet 1987 på följande sätt:
Väsensskilt från den revolutionära vänstern, men likafullt med rötterna i kommunistisk ideologi, har Europeiska Arbetarpartiet (EAP) det senaste decenniet etablerat sig i Sverige. Partiet är ett lika märkligt som svårgripbart fenomen, som knappast låter sig beskrivas i vanliga politiska termer. Från början socialistiskt har EAP under 80-talet gjort helt om och intagit en position som snarast kan betecknas som högerextremistiskt.
I Statens Offentliga Utredningar 2002 inbegrips dock partiet i vänsterrörelsen, där man också kan läsa följande om utvecklingen från 1982 och framåt:
Det blev nu allt vanligare i medierna att beteckna EAP som "fascistiskt" eller "högerextremistiskt". För detta talade i viss mån den utrerade antisovjetismen, det extrema Palmehatet och anslutningen, åtminstone internationellt, till antisemitiska jargonger och konspirationsteorier.
Partiet självt hävdar att en vänster- eller högerkategorisering inte är relevant och att en sådan beskrivning av rörelsen har andra orsaker.

## Politiskt program

### Ekonomi och skatter
- Världen befinner sig i ekonomisk kris och finanssystemet har redan kollapsat. Det förstnämnda påstod EAP redan 2002, då man på sina valaffischer hade huvudrubriken "Låt börserna krascha" och omorganisera ekonomin. EAP har dock även tidigare drivit tesen om att det ekonomiska och finansiella systemet varit på väg mot ett sammanbrott och försökt varna för denna process.
- Det globala finanssystemet måste reorganiseras under ett nytt Bretton Woods-system precis som Franklin D. Roosevelt gjorde under den stora depressionen 1932.[8]
- Världsekonomin kan få en ny start genom storskaliga infrastrukturprojekt längs en ny Sidenväg. Partiet hävdar således att man genom att utge långfristiga riktade krediter till utvalda produktiva ändamål (infrastruktur), särskilt om detta bidrar till introduktionen av en ny vetenskaplig princip,[9] inte riskerar att orsaka kreditbubblor, medan man hävdar att billiga krediter för spekulation eller konsumtion utlöser kreditbubblor, vilka utlöser ekonomiska kriser.
- Skapandet av en miljon nya produktiva arbetsplatser i Sverige genom ett program med Franklin Roosevelts New Deal som förebild.[källa behövs]
- Nej till privatisering av viktiga samhällsfunktioner.[10]

### Europeiska unionen

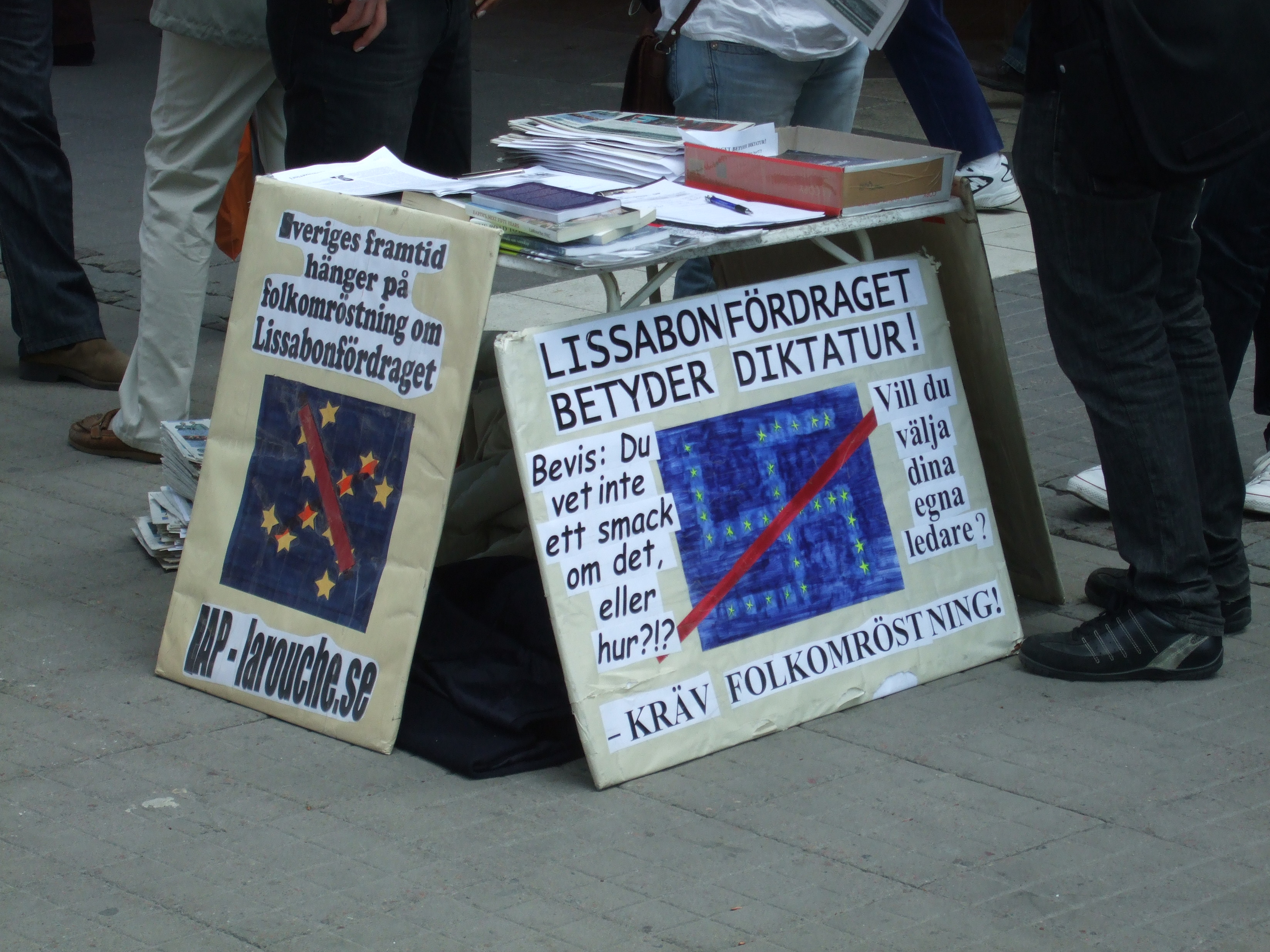
EAP kräver en folkomröstning om Lissabonfördraget.

- Nej till EMU och Lissabonfördraget.[källa behövs]

### Miljö
- EAP avfärdar teorierna om global uppvärmning.[11]

### Skola, utbildning och forskning
- Ett humanistiskt, humboldtskt utbildningssystem med vetenskapliga sanningar och moralisk fostran, baserat på Leibniz, Keplers, Bachs, Schillers och LaRouches metod. Målet med detta är att skapa en ny klassisk renässans.[källa behövs]

### Transporter
- Byggandet av en "världslandbro" med stora infrastrukturprojekt. Satsning på högtemperaturreaktorer och magnettåg.[källa behövs]

### Utrikespolitik
- Det brittiska imperiet och "marionetten president Barack Obama" försöker starta ett tredje världskrig och måste stoppas.[12]
- Lyndon LaRouche kräver att Federal Reserve skall höja räntan för den öppna marknaden och ha en låg ränta för medel- till långfristiga riktade krediter till särskilda ändamål för att få fart på USA:s ekonomi.[13][14]

## Historia

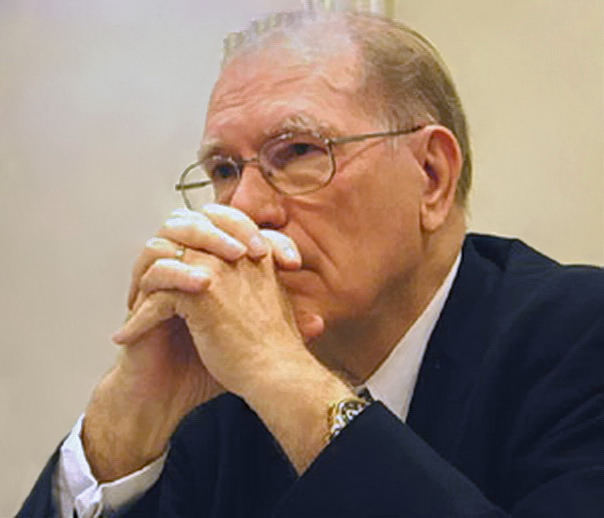
Lyndon LaRouche.

EAP är en del av en internationell rörelse grundad av amerikanen Lyndon LaRouche. I början av 1970-talet lät LaRouche grunda European Labour Committees i flera europeiska länder och ett europeiskt högkvarter i västtyska Wiesbaden. I Sverige bildades en lokal ELC-grupp 1974 som började utge tidskrifterna Ny Solidaritet och Internationell Bulletin. I Ny Solidaritet nr 7 1974 förklarades att syftet var att skapa en enhetsfront mellan kommunister, socialister, fackföreningar och vänstersocialdemokrater. Genom ett program för att utvidga handeln mellan Comecon-länderna och Västeuropa och utvecklandet av fusionskraften skulle mänsklighetens problem kunna lösas.
1976 omvandlades den svenska gruppen till ett politiskt parti, Europeiska Arbetarpartiet, med syfte att göra EAP till det enda kommunistiska masspartiet i Sverige. Till skillnad från andra organisationer i den svenska vänsterrörelsen talade partiet inte om klasskamp eller revolution utan istället framtonade bilden av en organisation som var tillväxt- och företagsvänligt.
Partiet kritiserade trion Rockefeller, Kissinger och CIA som ansvariga för världens problem. Dessutom kritiserar partiet knarkhandeln i världen och menar att det styrs av det brittiska imperiet. Socialdemokratiska förgrundsfigurer som Palme, Bruno Kreisky, Mário Soares och François Mitterrand har av partiet misstänkts för att vara krigsförbrytare betalda av CIA.
Partiet var stark anhängare av kärnkraft och stod bakom organisationen Föreningen för kärnkraftens utveckling, FKU. EAP:s verksamhet har ofta skett via syster- och underorganisationer, icke sällan utan angivande av kopplingen till partiet. I och med den svenska kärnkraftsomröstningen i mars 1980 agerade således EAP under täcknamnet FKU och talade tyst om den senare organisationens koppling till EAP. Härigenom lockades åtskilliga anhängare till de mer kärnkraftsvänliga alternativen (linje 1 och linje 2) till att köpa och distribuera såväl material som rockknappar från FKU. Utan att veta om det, bidrog därmed socialdemokrater, folkpartister och moderater till finansieringen av EAP. Vidare lyckades man erhålla direkta bidrag från näringslivet.[källa behövs]
Partiet var också anhängare av ett starkt svenskt försvar, utvecklandet av JAS-planet samt svenska neutronbomber. Tidigt under 1980-talet bytte partiet fot från att ha varit starkt prosovjetiskt till att eftersträva ett samhälle av amerikansk modell. Partiet tog stark ställning för kapitalism och nyliberala avregleringar samt blev allt mer extremistisk i sin ideologi. EAP förde en aggressiv kampanj mot Olof Palme som man nu påstod var betald av KGB.
EAP kontrollerade den 1979 grundade Antidrogkoalitionen som protesterade mot rockkonserter med Alice Cooper och Rolling Stones. 1984 bildade den internationella LaRouche-rörelsen Schillerinstitutet med Lyndon LaRouches hustru Helga Zepp-LaRouche som chef.
Vid riksdagsvalet 1985 nådde EAP sitt bästa valresultat med 369 röster. Efter mordet på Palme intresserade sig polisen för partiet och deras eventuella ansvar i mordet. Partiet gick i och med detta under jorden och övergav sina partilokaler i Stockholm. Den dåvarande partiledaren, Kerstin Tegin-Gaddy och hennes make Clifford Gaddy, även han aktivist i EAP, lämnade strax därefter Sverige och bosatte sig i USA.[källa behövs] Uppmärksamheten hjälpte inte partiet vid riksdagsvalet 1988 då partiet endast fick 114 röster. De politiska framgångarna uteblev även under 90-talet och i riksdagsvalet 2014 erhöll partiet endast 140 röster.

## Organisation

### Partiledare
- Kerstin Tegin-Gaddy, 1974/76-1986 [18][19]
- Michael Ericson, 1986-2003
- Ulf Sandmark, 2003-2007
- Hussein Askary, 2007-2018
- Kjell Lundqvist, 2018-

## Samverkande organisationer
EAP:s verksamheter och kampanjer har ofta skett via syster- och underorganisationer.
Under 1990-talet höll partiet en låg profil under sitt ursprungliga namn och rörelsen övergick genom att främst verka under namnet Svenska Schillerinstitutet som jämfört arbetet mot klimatförändringar med förintelsen.